# Erick Torres
Erick Torres (Puerto Maldonado, 16 de maio de 1975) é um ex-futebolista peruano que atuava como meia.

## Carreira
Erick Torres integrou a Seleção Peruana de Futebol na Copa América de 1997.